# Aerenica canescens
Aerenica canescens är en skalbaggsart som först beskrevs av Johann Christoph Friedrich Klug 1825.  Aerenica canescens ingår i släktet Aerenica och familjen långhorningar.
Artens utbredningsområde är Paraguay. Inga underarter finns listade i Catalogue of Life.